# اکتبر ۲۰۰۷
اکتبر ۲۰۰۷ یکی از ماه‌های ۲۰۰۷ (میلادی) است.

## ۱ اکتبر ۲۰۰۷
- گشایش نمایشگاه آثار دوران صفویه در موزه لوور

نمایشگاه آثارتاریخی و هنری دوران صفویه با نام آواز دنیا با حضورمقامات جمهوری اسلامی ایران و فرانسه در موزه لوور پاریس گشایش یافت.ایرنا

## ۳ اکتبر ۲۰۰۷
- ۱۴تن در انفجار امروز پاکستان کشته‌شدند

انفجار بمب کاشته شده در مسیر عبور یک مینی‌بوس در منطقه قبیله‌نشین پاکستان در مرز با افغانستان دستکم ۱۴تن را به کشتن داد.خبرگزاری فارس

## ۵ اکتبر ۲۰۰۷
- وقوع سه انفجار در غزه

شاهدان و منابع محلی از وقوع ۳ انفجار بامداد امروز در مناطق مختلف نوار غزه خبر دادند.خبرگزاری فارس

## ۶ اکتبر ۲۰۰۷
- احمدی‌نژاد: بخشی از آلاسکا یا کانادا را به صهيونيست‌ها بدهید

محمود احمدی‌نژاد در سخنرانی پیش از خطبه نماز جمعه تهران به «غربی‌ها» پیشنهاد داد که «قسمتی از سرزمین وسیع کانادا و آلاسکا را به صهیونیست‌ها بدهید و خود را از شر این مسئله نجات دهید». رادیو زمانه
- سازمان ملل: شرایط برمه غیرقابل قبول است

فرستاده ویژه سازمان ملل متحد به برمه، نسبت به بازداشت‌های خودسرانه و ادامه نقض حقوق افراد در پی اعتراضات گسترده در این کشور اظهار نگرانی کرده است. بی‌بی‌سی فارسی

## ۸ اکتبر ۲۰۰۷
- دستگیری خبرنگار شبکه پرس تی‌وی در کابل

خبرنگار شبکه پرس تی‌وی در کابل یکشنبه شب و در راه بازگشت از محل کار خود توسط نیروهای امنیتی آمریکایی- افغانی دستگیر شد و ۱۸ ساعت را در بازداشت آنان به سر برد.خبرگزاری فارس

## ۹ اکتبر ۲۰۰۷
- جایزه نوبل فیزیک مشترکا به ۲ دانشمند فرانسوی و آلمانی اهدا شد

آکادمی علوم سوئد، دو دانشمند آلمانی و فرانسوی را به عنوان برنده جایزه نوبل فیزیک ۲۰۰۷ معرفی کرد.خبرگزاری فارس

## ۱۰ اکتبر ۲۰۰۷
- افراد مسلح دو سرباز نیروهای امنیتی هند را در کشمیر کشتند

افراد مسلح روز پنجشنبه با شلیک گلوله‌های خود در ایالت جامو و کشمیر دو سرباز نیروهای امنیتی هند را کشتند.ایرنا
- جایزه نوبل شیمی به متخصص سطوح رسید

گرهارد ارتل، دانشمند آلمانی به خاطر مطالعاتش درباره فرایندهای روی سطوح جامد، جایزه نوبل شیمی سال ۲۰۰۷ را دریافت کرد.بی‌بی‌سی فارسی

## ۱۱ اکتبر ۲۰۰۷
- یک انگلیسی متولد ایران برنده جایزه نوبل ادبی شد

آکادمی سوئدی نوبل، دوریس لسینگ نویسنده برجسته بریتانیایی را برنده جایزه امسال در رشته ادبیات معرفی کرده‌ است.بی‌بی‌سی فارسی
- آبه، راننده سرشناس موتوجی‌پی کشته شد

نوریفومی آبه، قهرمان ژاپنی سابق سه مسابقه موتورگراندپری، در سن ۳۲ سالگی در حوالی خانه اش در کاوازاکی توکیو، با یک کامیون تصادف کرد و در گذشت.بی‌بی‌سی فارسی

## ۱۲ اکتبر ۲۰۰۷
- ال گور و سازمان ملل برنده صلح نوبل شدند

ال گور، از فعالان مقابله با گرم شدن هوای زمین و گروه پژوهشی سازمان ملل متحد در زمینه تغییرات آب و هوا که دولت‌های مختلف جهان عضو آن هستند به طور مشترک برنده جایزه صلح نوبل شده‌اند.بی‌بی‌سی فارسی

## ۱۳ اکتبر ۲۰۰۷
- ببر کمیاب چینی در حیات وحش دیده شد

به گزارش شین‌هوا، خبرگزاری رسمی چین، برای اولین بار در دهه‌های اخیر، یک ببر جوان جنوب چین در حیات وحش دیده شد.بی‌بی‌سی فارسی

## ۱۴ اکتبر ۲۰۰۷
- شصت و سومین داربی پایتخت مساوی شد

دیدار تیم‌های فوتبال استقلال و پرسپولیس با تساوی به پایان رسید.ایسنا
- عمادالدین باقی بازداشت شد

عمادالدین باقی، رئیس انجمن دفاع از حقوق زندانیان ایران، بازداشت شده‌است.بی‌بی‌سی فارسی

## ۱۵ اکتبر ۲۰۰۷
- تحویل اولین ایرباس  ای ۳۸۰

ایرباس پس از ۱۸ ماه تاخیر اولین هواپیمای ای ۳۸۰ (در تصویر) را تحویل خطوط هوایی سنگاپور داد.بی‌بی‌سی
- آغاز کنگره پانزدهم حزب کمونیست چین

حزب کمونیست چین اعلام کرد که کنگره این حزب از روز دوشنبه، ۱۵ اکتبر ۲۰۰۷ به مدت یک هفته آغاز می‌شود.بی‌بی‌سی فارسی
- پیروزی اولین کاندیدای ایرانی تبار در انتخابات کانادا

رضا مریدی موفق شد تا به عنوان نماینده منطقه ریچموند هیل با اکثریت آرای اخذ شده رقبای خود را شکست دهد و به عنوان اولین نماینده ایرانی وارد پارلمان آنتاریو شود.بی‌بی‌سی فارسی

## ۱۶ اکتبر ۲۰۰۷
- دومین اجلاس سران پنج کشور ساحلی دریای خزر در تهران آغاز به کار کرد

دومین اجلاس سران پنج کشور ساحلی دریای خزر با حضور رییس جمهوری اسلامی‌ ایران و روسای جمهوری روسیه، آذربایجان، قزاقستان و ترکمنستان در تهران به طور رسمی آغاز شد.ایرنا

## ۱۷ اکتبر ۲۰۰۷
- اعطای برترین نشان افتخار آمریکا به دالایی لاما

دالایی لاما مدال طلای کنگره آمریکا که برترین نشان افتخار در آمریکاست را دریافت کرده است.این حرکت باعث خشم چین شده است.بی‌بی‌سی فارسی
- نویسنده ایرلندی برنده جایزه بوکر ۲۰۰۷

ان انرایت، نویسنده ایرلندی، جایزه امسال «من بوکر» را که یکی از معتبرترین جوایز ادبی جهان است نصیب خود کرده‌است.بی‌بی‌سی فارسی
- پارلمان ترکیه به عملیات نظامی در عراق رأی داد

پارلمان ترکیه به دولت این کشور اجازه داد سرباز به کشور همسایه عراق اعزام کند تا به سرکوب شورشیان کرد بپردازد.فارس

## ۱۸ اکتبر ۲۰۰۷
- رئیس جمهور فرانسه از همسرش جدا شد

کاخ الیزه روز پنجشنبه در اطلاعیه‌ای اعلام کرد نیکولا سارکوزی، رئیس جمهور فرانسه، و همسرش سسیلیا سارکوزی بعد از ۱۱ سال زندگی مشترک با رضایت دو طرف از هم طلاق گرفته‌اند.بی‌بی‌سی فارسی
- ده‌ها کشته در انفجار در نزدیکی کاروان بوتو

در اثر انفجار دو خودروی بمبگذاری شده در فاصله بسیار نزدیک از کاروان حامل بی نظیر بوتو در شهر کراچی دست کم ۵۰ نفر کشته و ۱۵۰ تن زخمی شده‌اند.بی‌بی‌سی فارسی
- بی‌نظیر بوتو وارد پاکستان شد

بی‌نظیر بوتو نخست وزیر سابق پاکستان ظهر امروز پس از ۸ سال تبعید خودخواسته در دبی و لندن، وارد فرودگاه کراچی پاکستان شد.فارس

## ۱۹ اکتبر ۲۰۰۷
- گشایش نمایشگاه هنر صفوی در پاریس

موزه لوور در پاریس نمایشگاه ویژه‌ای از هنر ایران عصر صفوی برگزار کرده‌است که از برخی جهات یگانه‌است. حدود ۲۰۰ قطعه از آثار دوران صفوی (قرن دهم تا دوازدهم هجری مقارن قرن شانزدهم تا هجدهم میلادی) شامل نگارگری، افزارهای مصرفی و چند نمونه فرش و کاشی‌کاری به نمایش در آمده است.بی‌بی‌سی فارسی

## ۲۰ اکتبر ۲۰۰۷
- استعفای لاریجانی پذیرفته شد

استعفای علی لاریجانی، دبیر شورای عالی امنیت ملی ایران پذیرفته شد و مراحل جانشینی ایشان در حال طی شدن است.ایسنا

## ۲۱ اکتبر ۲۰۰۷
- رفراندوم برای نحوه انتخاب رئیس جمهور ترکیه

مردم ترکیه از صبح امروز، به پای صندوق رای رفته‌اند تا در یک همه‌پرسی درباره انتخاب رئیس جمهور با رای مستقیم مردم شرکت کنند.بی‌بی‌سی فارسی

## ۲۲ اکتبر ۲۰۰۷
- معرفی هیات رهبری حزب کمونیست چین

حزب کمونیست چین نام کسانی را که در پنج سال آینده رهبری این کشور را به عهده خواهند داشت اعلام کرد.بی‌بی‌سی فارسی

## ۲۳ اکتبر ۲۰۰۷
- مذاکره کنندگان هسته‌ای ایران به رم رفتند

هیات مذاکره کننده هسته‌ای ایران، امروز سه شنبه، برای دیدار و گفتگو با خاویر سولانا مسئول سیاست خارجی اتحادیه اروپا، رهسپار رم پایتخت ایتالیا شد.بی‌بی‌سی فارسی
- احمدی نژاد سفر به ارمنستان را ناتمام گذاشت

محمود احمدی نژاد، رئیس جمهور ایران سفر دو روزه خود به کشور ارمنستان را نیمه تمام گذاشته و به تهران بازگشته‌است.بی‌بی‌سی فارسی

## ۲۴ اکتبر ۲۰۰۷
- تیم فوتبال سپاهان ایران به دیدار نهایی جام باشگاههای آسیا راه یافت

تیم فوتبال فولاد مبارکه سپاهان ایران با کسب نتیجه مساوی در دیدار برگشت مقابل تیم الوحده امارات به فینال جام باشگاه‌های آسیا صعود کرد.ایرنا
- ادامه آتش سوزی در ایالت کالیفرنیا امریکا

آتش سوزی در مناطق جنگلی کالیفرنیا تاکنون به مجروح شدن بیش از ۴۰ نفر منجر شده که بیشتر آنان آتش نشان هستند.شبکه خبر
- مرگ مشکوک دانشمند هسته‌ای مصر

جسد متلاشی شده عبده شکر، که دارای سه مدرک دکترا در شاخه‌های مختلف مهندسی هسته‌ای بود در حالی در منزل مسکونی وی در شهر اسکندریه کشف شد که گفته می‌شود بیش از دوماه از مرگ وی گذشته‌است.شبکه خبر

## ۲۵ اکتبر ۲۰۰۷
- انفجار بمب درخودرو حامل نیروهای امنیتی در ایالت سرحد پاکستان

تلویزیون ای.آر.وای ‪ پاکستان روز پنجشنبه از انفجار بمب در خودرو حامل نیروهای امنیتی در منطقه سوات ایالت سرحد پاکستان خبر داد.ایرنا

## ۲۶ اکتبر ۲۰۰۷
- صاایران، برنده رسمی مناقصه GPRS اپراتور اول

شرکت صاایران پس از ارایه تعهدات لازم به عنوان برنده نهایی مناقصه ارائه سرویس GPRS شرکت ارتباطات سیار انتخاب و به مراجع مربوطه معرفی شد.هموطن
- گذر قیمت نفت از ۹۲ دلار

گسترش تنشهای سیاسی در خاور میانه و کاهش ذخایر انرژی آمریکا ، موجب افزایش قیمت جهانی و رسیدن هر بشکه نفت به بیش از ۹۲ دلار شد.فارس

## ۲۸ اکتبر ۲۰۰۷
- انتخاب رئیس جمهور جدید آرژانتین

کریستینا فرناندز (در تصویر) به عنوان نخستین رئیس جمهور زن آرژانتین برگزیده شد.بی‌بی‌سی

## ۲۹ اکتبر ۲۰۰۷
- دو عضو گروه باسک به ‪ ۲۵۳۱‬سال زندان محکوم شدند

دو عضو گروه جدایی طلب باسک (اتا) به جرم دست داشتن در انفجار شهرک بایکاس در سال ۱۹۹۵ (میلادی)‬، به یک هزار و ‪ ۲۵۳‬سال زندان محکوم شدند.ایرنا
- آغاز جام جهانی اسکی آلپاین در اتریش

نخستین مرحله رقابت‌های جام جهانی اسکی آلپاین در سولدن اتریش آغاز شد.شبکه خبر

## ۳۰ اکتبر ۲۰۰۷
- برزیل میزبان جام جهانی فوتبال ۲۰۱۴ شد

فدراسیون بین‌المللی فوتبال (فیفا) برزیل را به عنوان میزبان جام جهانی فوتبال ۲۰۱۴ انتخاب کرد.ایسنا
- قیصر امین‌پور درگذشت

قیصر امین‌پور شب هفتم آبان درحالی که در بیمارستان دی بستری بود، دارفانی را وداع گفت.میراث خبر

## ۳۱ اکتبر ۲۰۰۷
- پنج سال محکومیت اسانلو قطعی شد

حسن حداد معاون امنیت دادستان عمومی و انقلاب تهران روز چهارشنبه اعلام کرد که منصور اسانلو به پنج سال حبس محکوم شد.ایرنا
- انفجار دو بمب در جنوب تایلند

در ادامه ناآرامی‌های جاری در جنوب تایلند، صبح چهارشنبه دو بمب در شهر سونگای کلوک استان جنوبی ناراتیوات منفجر شد.ایرنا